# Pragsdorf
Pragsdorf település Németországban, Mecklenburg-Elő-Pomeránia tartományban. Lakosainak száma 581 fő (2023. december 31.).

## Népesség
A település népességének változása:
| Lakosok száma | 493  | 512  | 591  | 583  | 581  |
|               | 2017 | 2019 | 2021 | 2022 | 2023 |